# Берберова, Лалка
Лалка Стоянова Берберова (болг. Лалка Стоянова Берберова; 11 июня 1965, Пловдив — 24 июля 2006, Пловдив), в замужестве Добрева (болг. Добрева) — болгарская гребчиха, выступавшая за сборную Болгарии по академической гребле в 1980-х и 1990-х годах. Серебряная призёрка летних Олимпийских игр в Сеуле, обладательница серебряной медали регаты «Дружба-84», победительница и призёрка регат национального значения.

## Биография
Лалка Берберова родилась 11 июня 1965 года в городе Пловдив, Народная Республика Болгария. Занималась академической греблей в местном гребном клубе «Тракия».
Дебютировала в гребле на международной арене в сезоне 1983 года, когда вошла в состав болгарской национальной сборной и выступила на юниорском мировом первенстве во Франции — заняла здесь пятое место в распашных безрульных двойках. В том же сезоне побывала и на взрослом чемпионате мира в Дуйсбурге, где в зачёте восьмёрок показала шестой результат.
Рассматривалась в числе основных кандидаток на участие в летних Олимпийских играх 1984 года в Лос-Анджелесе, однако Болгария вместе с несколькими другими странами социалистического лагеря бойкотировала эти соревнования по политическим причинам. Вместо этого Берберова выступила на альтернативной регате «Дружба-84» в Москве, где выиграла серебряную медаль в восьмёрках, уступив в финале только команде Советского Союза.
В 1985 году выступила на чемпионате мира в Хазевинкеле, где была шестой в безрульных двойках.
На мировом первенстве 1986 года в Ноттингеме в зачёте в рулевых четвёрок стала пятой.
Благодаря череде удачных выступлений удостоилась права защищать честь страны на Олимпийских играх 1988 года в Сеуле — в программе распашных безрульных двоек вместе с напарницей Радкой Стояновой в финальном решающем заезде пришла к финишу второй, проиграв более трёх секунд экипажу из Румынии — тем самым завоевала серебряную олимпийскую медаль.
После сеульской Олимпиады Берберова осталась в составе гребной команды Болгарии на ещё один олимпийский цикл и продолжила принимать участие в крупнейших международных регатах. Так, в 1989 году она отметилась выступлением на чемпионате мира в Бледе, стартовала здесь в безрульных четвёрках и рулевых восьмёрках, показав в данных дисциплинах пятый и четвёртый результаты соответственно.
Находясь в числе лидеров болгарской национальной сборной, благополучно прошла отбор на Олимпийские игры 1992 года в Барселоне — на сей раз попасть в число призёров не смогла, в четвёрках парных и распашных безрульных в обоих случаях сумела квалифицироваться лишь в утешительный финал B и расположилась в итоговых протоколах на девятой строке. Вскоре по окончании этих соревнований приняла решение завершить спортивную карьеру.
Была замужем за многолетним тренером болгарской национальной сборной Ненко Добревым.
Умерла в результате непродолжительной болезни 24 июля 2006 года в Пловдиве в возрасте 41 года. Похоронена на Центральном пловдивском кладбище.